# Sesan

Sergio Sánchez, más conocido como Sesán (nacido el 1 de marzo de 1977), es un compositor y productor de música contemporánea conocido por tocar teclados con el grupo de rock urbano  Tex Tex y el dueto Art-rock boliviano-mexicano Dixxit.

## Biografía

### Infancia
Sesán nació el 1 de marzo de 1977 en la Ciudad de México. Su camino en la música comenzó a los 5 años tras saltar de su cuna para corregir con desespero a su madre, quien no lograba interpretar correctamente el Himno a la alegría, llamando la atención de la maestra de piano que recomendaría llevarlo al día siguiente a la Escuela de Iniciación Artística Número 3 del INBA donde estudiaría música durante 4 años, teniendo como primeros instrumentos la marimba, la mandolina y el acordeón.
A los 13 años formó junto a sus amigos de la Orquesta Típica Juvenil México una banda de Garage rock progresivo llamada Aura Nocturna en la que comenzaron la experimentación musical.
Al año siguiente ingreso en el Conservatorio Nacional de Música (México) recibiendo preparación en los instrumentos de Guitarra clásica y Piano.
A los 17 años ingreso a la Escuela Superior de Música en la licenciatura de Jazz Piano y Contrabajo.

### Carrera
Ha formado parte de muchas agrupaciones musicales destacando: Aura Nocturna, Los Licuadoras, Tex Tex, Micca Mont
,
State of Flux, Sr. Tlacuache, Canticum Opera Pop, Dixxit, entre otras.
Ha sacado a la venta varios videos DVD y álbumes EP con composiciones propias de corte electrónico-instrumental, IDM, orquestal-electrónico, Folk y en el 2013 funda su productora Pueblo Media Group con la que ha editado sus siguientes álbumes y proyectos. En el mismo año funda en San Miguel de Allende, Guanajuato el ¨Taller de música por computadora y medios electrónicos¨ a partir del cual enseña y asesora sobre el uso y manejo de computadoras y equipos electrónicos para la creación de música, su producción y difusión.

## Sesan
| Artista                        | Año       | Disco                                        | instrumento                                           | cargo                                   | Compañía                            |
| ------------------------------ | --------- | -------------------------------------------- | ----------------------------------------------------- | --------------------------------------- | ----------------------------------- |
| Orquesta Típica Juvenil México | 1995      | México de mis recuerdos                      | Acordeón                                              |                                         |                                     |
| Tex Tex                        | 2001      | Los Muñecos Desenchufados                    | Teclados & sintetizadores                             |                                         | Metropolis Records CdMx             |
| State of Flux                  | 2002      | Phaze II & III                               | Samplers, teclados, sintetizadores, voz, programación | Arreglos, productor, editor             | Independiente                       |
| Sesan                          | 2003      | Cyborg v1.0                                  | Samplers, teclados, sintetizadores, voz, programación | Compositor, arreglos, productor, editor | PDRS                                |
| (Varios Artistas) Tex Tex      | 2003      | Ofrenda a Rockdrigo González                 | Órgano & sintetizador en "El Feo"                     |                                         | Fonarte Latino / Productora de onda |
| Los Licuadoras                 | 2003      | Los Licuadoras                               | Synth bass en "Güele a puberto"                       |                                         | Prodisc                             |
| Sesan                          | 2004      | Cauma                                        | Samplers, teclados, sintetizadores, programación      | Compositor, arreglos, productor, editor | PDRS                                |
| Sesan                          | 2005 2020 | Malvadisko, Crónicas desde Trompownskylandia | Samplers, teclados, sintetizadores, voz, programación | Compositor, arreglos, productor, editor | PDRS Pueblo Media                   |
| Sesan                          | 2005 2015 | Asha                                         | samplers, teclados, sintetizadores, programación      | Compositor, arreglos, productor, editor | PDRS Pueblo Media                   |
| Tex Tex                        | 2005      | De donde somos y a donde vamos               | Teclados & sintetizadores                             |                                         | Metropolis Records CdMx             |
| Sr. Tlacuache                  | 2008 2015 | EP 1                                         | Teclados, synth bass, Sampler, programación           | Productor & editor                      | PDRS Pueblo Media                   |
| Tex Tex                        | 2012      | Me haces volar                               | Teclados & sintetizadores                             | Productor & editor                      | AVA Records                         |
| Seven Rays                     | 2013      | Mirando al sol                               | Teclados & sintetizadores                             |                                         |                                     |
| Ban kai                        |           |                                              | Programación                                          | Productor                               |                                     |
| Sesan                          | 2016      | Faro                                         | samplers, teclados, sintetizadores, voz, programación | Compositor, arreglos, productor, editor | Pueblo Media                        |
| Dixxit                         | 2019      | Registro de Conciertos 2018-2019             | Guitarra eléctrica, synth bass, programación          | Arreglos, productor, editor             | Pueblo Media                        |

## TV
- Pablo y Andrea – Capítulo 11 (2005)
- Zacatillo un lugar en tu corazón – Capítulo 1 (2010)

## Radio
- Gravedad Cero  (2005)
- Radar 95.3 (2008)